# 凌兆新村駅
座標: 北緯31度8分33秒 東経121度29分6秒 / 北緯31.14250度 東経121.48500度
凌兆新村駅（りょうちょうしんそんえき）は中華人民共和国上海市浦東新区に位置する上海地下鉄8号線の駅である。

## 駅構造
- 島式ホーム1面2線を有する地下駅。

## 歴史
- 2009年7月5日 - 開業。

## 隣の駅
上海軌道交通
■8号線
東方体育中心駅 - 凌兆新村駅 - 芦恒路駅